# Classic Var
La Classic Var è una corsa in linea maschile di ciclismo su strada che si svolge nel dipartimento della Var, nel sud della Francia, ogni anno in febbraio. Fa parte del calendario dell'UCI Europe Tour, classe 1.1.

## Storia
Creata nel 2024, la corsa nasce dalla scissione del Tour des Alpes-Maritimes et du Var in due corse distinte, la Classic Var che si disputa il venerdì e il Tour des Alpes-Maritimes, una breve corsa a tappe, che si svolge il sabato e la domenica seguenti.
Il direttore del quotidiano Nice-Matin e organizzatore della corsa, Frédéric Maistre, ha dichiarato: «Abbiamo dato ad entrambi i dipartimenti la propria gara perché il Var, come le Alpi Marittime, hanno una propria personalità. Volevamo che ognuno dei territori fosse rappresentato».
La prima edizione si svolse lungo un percorso di 183,4 km quasi esclusivamente pianeggianti, con un finale fu caratterizzato dall'ascesa al Mont Faron (6 km all'8,3%), che in passato è stato spesso traguardo di tappa dello storico Tour Méditerranéen.

## Albo d'oro
Aggiornato all'edizione 2024.
| Anno | Vincitore         | Secondo                    | Terzo         |
| ---- | ----------------- | -------------------------- | ------------- |
| 2024 | Lenny Martinez    | Tobias Halland Johannessen | Romain Bardet |
| 2025 | Christian Scaroni | Paul Lapeira               | Victor Lafay  |